# Xuto (filosofo)
Xuto (in greco antico: Ξοῦθος?, Xùthos; Crotone, ... – ...; fl. V secolo a.C.) è stato un filosofo greco antico, vissuto nel V secolo a.C.

## Biografia
Su di lui abbiamo solo le testimonianze fornite da un passo di Aristotele e dal commento di Simplicio allo stesso passo.
Xuto, secondo Aristotele, aveva sostenuto l'esistenza del vuoto con l'argomento che senza vuoto non si possono spiegare i processi di addensamento e rarefazione e senza tali processi, cioè in un universo completamente occupato da sostanze incomprimibili, non sarebbe possibile il movimento.
Simplicio lo dice pitagorico. L'individuazione della città d'origine in Crotone dipende dall'identificazione, proposta da Diels, di Xuto con il Buto menzionato da Giamblico nel suo Catalogo tra i pitagorici di Crotone.